# Морев, Дмитрий Александрович
Дмитрий Александрович Морев (род. 22 декабря 1978, Архангельск, РСФСР, СССР) — российский государственный деятель. Глава муниципального образования Городской округ «Город Архангельск» с 9 ноября 2020 года.

## Биография
Дмитрий Морев родился 22 декабря 1978 года в Архангельске в семье инженеров научно-исследовательского института.
Окончил Архангельский государственный технический университет по специальности «Машины и оборудование лесного комплекса». Работал инженером. Затем окончил Академию Федеральной службы безопасности России. Служил в Плесецке и Архангельске. Является ветераном боевых действий.
Управлял большими подразделениями в стратегических предприятиях региона — «Аэропорт „Архангельск“» и «Севералмаз».
С 8 мая 2020 года Дмитрий Морев занимал должность заместителя главы Архангельска.
28 октября 2020 года на сессии Архангельской городской Думы депутаты избрали Дмитрия Морева главой Архангельска. 9 ноября 2020 года он вступил в эту должность.

## Личная жизнь
Женат, воспитывает сына и дочь.